# 大相撲熱戦十番
大相撲（本場所名）熱戦十番（おおずもうねっせんじゅうばん）は、1973年5月13日から1987年3月22日まで、大相撲本場所期間中の17時台に文化放送が制作し、一部のNRN系列局で放送されていた、生中継スポーツ番組。

## 概要
文化放送は1955年まで大相撲中継を行っていたが、18年ぶりに復活させたのが当番組である。タイトルが示す通り、本場所が佳境に入る中入後幕内後半戦の取組10番内外を毎日実況中継した。
当番組を開始するにあたっては、好角家以外のリスナーにも楽しんでもらうため進行役を置くことにし、これに18年前まで行われた中継で実況をしていた細田勝が起用された。細田は取組の間に登場し、力士のプロフィールやエピソードを紹介していた。細田は当時朝のワイド番組『ダイナミックジャンボ』を担当しており、当番組においても『ダイナミックジャンボ』と同様の感覚で語っていたため、スポーツ中継よりはパーソナリティ番組的な内容となっており、NHKの大相撲中継との差別化を図った。また、NHKに先駆けて支度部屋からのリポートを手掛け、花道情報や砂かぶり情報といった多彩な情報も織り込んでいた。親しみやすい番組づくりが功を奏し、最初の年の聴取率は5.2対3.8で文化放送の方が上回り、特に女性の聴取率で大きく差がつき、これまで大相撲の中継を聴かなかった人の取り込みに成功した。
番組は軽妙な呼び込み太鼓で開始し、エンディングには当番組オリジナルの相撲甚句（ほぼ日替わり）と、それをバックにした場所毎に異なるテーマソングが流された他、スポンサーの一社であった中央住宅も相撲甚句を織り込んだ当番組限定CMを場所毎に新作するなど、関係者の尽力で大相撲独特の風情を盛り上げていた。
本場所期間中は1時間枠を確保するために、平日15時 - 18時の生ワイド番組帯を17時までに短縮し、17時から15分間の『ニュース・パレード』も休止したため、当番組を放送する局では中入に当る番組冒頭にスポットニュースを挿入する形で夕方の報道枠を維持する一方、文化放送では定時に通常通りの『ニュース・パレード』を並行制作しており、当番組を放送しない局に向けて裏送り送出していた。同様に土・日曜も通常のレギュラー番組（放送当時は土曜が日立一社提供の55分番組、日曜は菊正宗提供の落語番組『辛口名人会』と30分番組）を毎場所期間中放送休止か、当番組を放送しない局へ裏送りし『辛口名人会』は文化放送では時間変更（19時台、または20時台、もしくは21時台前半）して放送していた。
放送末期にはスポンサーの都合から平日（月 - 金曜）の場合、『ニュース・パレード』を定時放送するようになったため、17時15分からの45分枠に縮小され、10番に足りぬ取組数しか中継できなくなった。また通常『ニュース・パレード』終了後にワイド番組のパーソナリティと白井静雄アナが掛け合いをする部分は、本場所期間中だけ白井アナのモノローグとコールサインのコールで代替され、ステブレレスで本番組に接続していた。

## ネット局
- 文化放送（制作局）[3]
- ラジオ大阪[4]
- 九州朝日放送[4][5]
- ラジオ沖縄
- KZOO（ハワイ州の日本語AMラジオ局） - 1982年の3月場所から放送開始[6]

## 制作背景など
2016年の座談会では担当アナウンサーの細田勝が「今から考えたらひどいもんだよ。スポーツ関係のアナウンサーが集められたけど、相撲にタッチしたことがあるのが俺しかいない。しかも準備は極秘でやれってことだから結局、場所が始まる10日ぐらい前にベテランの相撲担当記者4人を文化放送に呼んで、彼らに取材をする。準備はそれだけだよ」と話しており、同じく担当アナウンサーであった坂信一郎も「アナウンサーは3月場所のマス席を確保して、そこで実況の練習をしましたよ。客席だし極秘にやらないといけないから大きな声は出せない、でも、どうしたってデカい声になっちゃいますよ」と明かしている。細田が狂言回しを担当したのは当時スポーツ実況から離れていて舌が回らなくなった為であり、どうしても取組の実況は他のアナウンサーにバトンタッチせざるを得なかった。また、細田は当時朝の生放送を受け持っていた為に朝稽古の取材が出来ず、若手アナウンサーに朝稽古の取材をさせ、そうして得た力士の食事メニューなどのようなどうでもよい「ゴミネタ」をあたかも自身が取材してきたかのように話した事もあった。
吉田照美は支度部屋のレポートを担当していたことがあり、朝稽古の取材も行っていたことがある。吉田はある時陸奥部屋の稽古を取材していた際、陸奥（元幕内・星甲）は締めていた廻しをその場で外して渡し、締めるように言った。生温かくて気持ち悪かったがとりあえず吉田は廻しを締め、力士にぶつかっていったがびくともしない。横に回り込んで押してみたりしているうちに回しが緩んできて、稽古を見学していた老齢の男性に「お尻が見えるよ」と言われ、吉田は当時を「最低な仕事でしたよ」と振り返っている。
坂は取材を通じて麒麟児と仲良くなり、麒麟児が桜田淳子のファンだというので自身がパーソナリティを務めていたラジオの深夜番組に、桜田がゲストの時に呼んで会わせた事がある。
取組直前に力士本人がその日の作戦を喋るという場面が何度もあったが、前もって録音した作戦をストックしてそれを取組直前に流すだけであり、放送期間中に種明かしはしなかった。しかしある程度力士たちに信頼されたからこそ作戦を事前に聞けたという部分もある。
実況席は蔵前国技館であれば東の花道奥のすぐ横であった。NHKは放送時間を延長できるが、この番組は18時ちょうどで中継を終了したため、審判の時計係に菓子折りを持って時間内に取り組みが終わるようにお願いに行ったこともある。
人気は高かったが年間90日しか大相撲の本場所は開催されないため、スポンサーを務めていた企業が相撲のスポンサーになることを嫌がって撤退するようになって、踏ん張りきれなくなって放送終了に追い込まれた。

## 進行
- 細田勝 - 放送中自ら「狂言回し」と称していた。終末期は戸谷真人も担当。

## 実況アナウンサー
- 戸谷真人 - 後に進行役。過剰装飾気味な実況スタイルは、古舘伊知郎が「ワールドプロレスリング」（テレビ朝日）の実況を担当する際に参考にした。
- 大野勢太郎
- 中田秀作
- 月岡逸弥
- 坂信一郎
- 菅野詩朗

## インタビュアー
- 吉田照美
- 寺島尚正

## その他
- 山中秀樹 - 学生時代はスポーツアナウンサー志望で、同番組でADのアルバイトをしつつ実況の勉強をしていたが、滑舌と咄嗟の判断の悪さを自覚し、フジテレビ入社後、報道・バラエティ方面へと進んだ。

## 番組終了後
大相撲民放ラジオ実況中継の権利はTBSラジオに移行したが、その後に到来した若貴ブームが空前の人気を博する。これを追い風にTBSラジオでは、AMステレオ放送を開始した1992年3月より、毎場所の初日・中日・千秋楽のみ『熱戦十番』と同じ17時台に同様の1時間の実況中継番組『まった無し!大相撲』を開始したが、後に場所中毎日のダイジェスト番組に変更され、若貴ブームの終息に伴い2000年1月に終了した。
現在でも中継権はTBSラジオにある。